# Władysław Junosza-Szaniawski

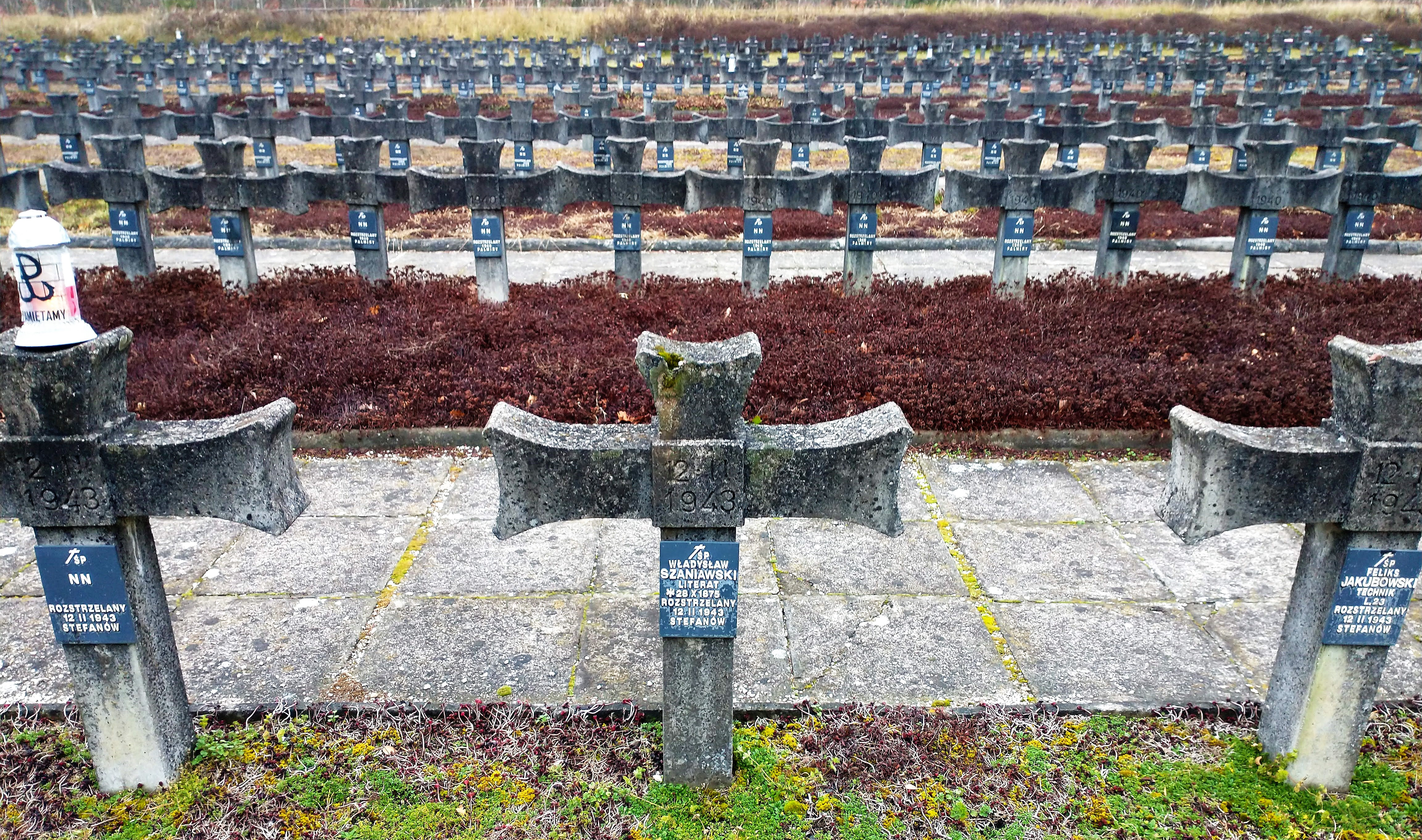
Grób na Cmentarzu w Palmirach

Władysław Junosza-Szaniawski, ps. Aramis (ur. 28 października 1875 roku – stracony 12 lutego 1943 roku w egzekucji w Lasach Chojnowskich w pobliżu Stefanowa) – polski felietonista, dziennikarz, literat.

## Życiorys
Był synem literatów Klemensa Junoszy i Karoliny Szaniawskiej, starszym bratem Jerzego i Stefana Szaniawskich. Uczęszczał do warszawskiego rosyjskiego gimnazjum klasycznego, a następnie do Wyższej Szkoły Handlowej Kronenberga, skąd został usunięty za udział w patriotycznej manifestacji.
Karierę zawodową rozpoczął od pracy w bankowości. Szybko przeszedł na dziennikarstwo, stając się „wolnym strzelcem” bez stałej pensji.
Podczas II wojny światowej, Szaniawski, biegle władający kilkoma językami, utrzymywał się z udzielania lekcji i korepetycji. Odmówił współpracy z hitlerowską prasą propagandową, co wzbudziło podejrzliwość gestapo. Wraz z rodziną zaangażował się w pomoc osobom ukrywającym się przed okupantem, m.in. Żydom. W nocy z 10 na 11 listopada 1942 roku został aresztowany i przewieziony na Pawiak. Rozstrzelany 12 lutego 1943 roku podczas publicznej egzekucji w okolicach Stefanowa pod Piasecznem. W 1947 roku został ekshumowany ze zbiorowej mogiły i pochowany na cmentarzu w Palmirach.
Synem Władysława był Klemens Karol Szaniawski, profesor filozofii i dziekan Wydziału Filozoficznego Uniwersytetu Warszawskiego.

## Twórczość
Szaniawski zasłynął jako felietonista, publikując przede wszystkim w Kurierze Warszawskim oraz satyrycznej Musze, gdzie zamieszczał drobne teksty humorystyczne. Utwory podpisywał pseudonimami Aramis, Więch, Sęk lub inicjałami W. S. Napisał około 4000 felietonów, które z wielką plastycznością i precyzją oddawały życie codzienne Warszawy okresu międzywojennego. Mimo agorafobii, ograniczającej jego bezpośredni kontakt z ulicą, Szaniawski potrafił odzwierciedlać ducha miasta, inspirując się opowieściami rodziny i przyjaciół, m.in. Leo Belmonta i Wacława Gąsiorowskiego.
Tworzył również humoreski, publikowane na łamach m.in. Gazety Warszawskiej, a także obrazki sceniczne, takie jak: Miłość strażaka, Ogień swatem, Portret.